# IC 3812
IC 3812 ist eine Spiralgalaxie vom Hubble-Typ Sc im Sternbild Virgo. Sie ist schätzungsweise 148 Millionen Lichtjahre von der Milchstraße entfernt und hat einen Durchmesser von etwa 40.000 Lichtjahren.

Im selben Himmelsareal befinden sich u. a. die Galaxien NGC 4731, PGC 43526, PGC 104856, PGC 125979. 
Das Objekt wurde im Juli 1899 von DeLisle Stewart entdeckt.